# Tiquisio
Tiquisio es un municipio de Colombia, situado al sur del departamento Bolívar. Su cabecera municipal es Puerto Rico. Se sitúa a 340 km de la capital departamental, Cartagena de Indias. Tiquisio tiene una población de 18.186 habitantes, distribuidos en su gran mayoría en las zonas rurales. Se convirtió en municipio en 1994.
Limita al norte con los municipios Achi, Altos del Rosario, Barranco de Loba, Montecristo, Norosì, Pinillos y Rioviejo. 

## Toponimia
Su nombre proviene de un cacique indígena Tiquio, cuyo pueblo estaba asentado en la región.

## Historia
Los primeros núcleos de población en el hoy municipio de Tiquisio surgen a finales de 1800 y comienzos de 1989. En ese lapso de tiempo aparecieron: Colorado, Tiquisio Nuevo, El Sudan y Puerto Rico.
En 1942, Puerto Rico fue fundado por el Sr. Rito Mario García y la Sra. Carla. Este es reconocido como centro poblado por el Concejo Municipal de Palomino, mediante acuerdo n° 02 del 15 de diciembre de 1956.
A mediados de 1993 se inicia los estudios de para la creación del nuevo municipio. Los centros poblados de Puerto Rico y Tiquisio Nuevo manifiestan interés en ser cabecera del nuevo municipio. Por ende, sé realizaron en cada una de las veredas la encuesta de escogencia de cual debería ser la cabecera municipal del nuevo ente territorial. Quedando como resultados la siguiente votación: Puerto Rico: 1027 votos / Tiquisio Nuevo: 992 votos.
Mediante la Ordenanza 030 del 9 de diciembre de 1994, sancionada por el señor gobernador el dia 13 de diciembre de 1994, fue creado el municipio de Tiquisio, separandose de San Pablo (Bolívar), con cabecera en Puerto Rico.

## División Política-Administrativa
Aparte de su Cabecera municipal: Puerto Rico. Tiquisio tiene bajo su jurisdicción los centros poblados:
- Bolombolo
- Colorado
- Dos Bocas
- El Sudán
- El Tagual
- La Ventura
- Palmaesteral
- Puerto Coca
- Puerto Gaitán
- Quebrada del Medio
- Sabanas del Firme
- Tiquisio Nuevo (El Coco)

#### Veredas
El municipio tiene constituido las siguientes veredas: 
Aguas Frías, Aguas Negras, Alto Firme, Balaustral, Bellavista, Bocas de Solis, Bogotá, Caño Grande, Caño León, Cariñal, Carretal, Cerro Grande, El Antojo, El Contento, El Polvillo, El Tigre Italia, Firme Abajo, Firme Urzola, José Miguel Monroy, Juana Montes, La Hamaca, La Luz, La Mocha, La Nutria Arriba, La Nutria Abajo, La Risa, La Vega, La Zorra, Las Blanco, Leticia, Los Ángeles, Los Cañitos, Los Cocos, Malena Abajo, Malena Arriba, Michirrera, Mina Copete, Mina Nueva, Mina Yuca, Morro Liso, Naranjal, Nueva Esperanza, Paraíso, Pincho, Platanal, Pueblo Nuevo, Pueblo Nuevo-Gaita, Santo Domingo, Tagual Bellavista, Tres Mujeres, Villa Doris, Yolombó.

## Geografía
El territorio está conformado en un 60% por un relieve de planicie que en gran parte presenta inundaciones regulares.
El 40% restantes son suelos de paisaje de lomerío y montaña en clima cálido húmedo. Va de lo moderadamente inclinado, ondulado hasta escarpado con pendientes de 7% hasta 75%. Esta parte corresponde a las estribaciones de la cordillera central.
La vegetación está compuesta por: 
- Bosque húmedo tropical en algunos corregimientos y veredas del sur del municipio, presentando una gran disminución debido a la tala indiscriminada motivada por diferentes causas, especialmente para la siembra de cultivos no permanentes, la comercialización de madera y la actividad minera, naciendo luego en su lugar especies herbáceas o arbustivas (rastrojo).
- las formaciones acuáticas se desarrollan en los complejos cenagosos o áreas inundables de la región y en orillas de caños, con preponderancia de especies como el bijao, buchón de agua, verdolaga, tapón.
- Cuando los niveles de los caños en verano disminuyen, aparecen los famosos playones en los diferentes complejos cenagosos y nacen gramíneas importantes para la sostenibilidad del ganado como por ejemplo coquito, puntero, yerba admirable.

## Economía
Su población se dedica principalmente a la agricultura, la minería y la pesca, cuya producción es destinada al mercado interno de subsistencia por condiciones adversas de aislamiento vial. 

## Estructura organizacional municipal
| Tiquisio     | Tiquisio    | Tiquisio                   |
| Departamento | Código DANE | Categoría municipal (2023) |
| ------------ | ----------- | -------------------------- |
| Bolívar      | 13810       | Sexta                      |

- Personería: Es un centro del Ministerio Público de Colombia que ejerce, vigila y hace control sobre la gestión de las alcaldías y entes descentralizados; velan por la promoción y protección de los derechos humanos; vigilan el debido proceso, la conservación del medio ambiente, el patrimonio público y la prestación eficiente de los servicios públicos, garantizando a la ciudadanía la defensa de sus derechos e intereses.

- Concejo Municipal: Es la suprema autoridad política del municipio. En materia administrativa sus atribuciones son de carácter normativo. También le corresponde vigilar y hacer control político a la administración municipal. Se regulan por los reglamentos internos de la corporación en el marco de la Constitución Política Colombiana (artículo 313) y las leyes, en especial la Ley 136 de 1994 y la Ley 1551 de 2012.

Constituido por 11 concejales por un periodo de 4 años.
- Alcaldía Municipal: En esta se encuentra la administración municipal y las entidades descentralizadas del municipio.

El Alcalde se pronuncia mediante decretos y se desempeña como representante legal, judicial y extrajudicial del municipio. El actual Alcalde municipal es Neil Cantillo Nuñez (2024-2027), elegido por voto popular.